# 普吕姆附近罗特
普吕姆附近罗特是德国莱茵兰-普法尔茨州的一个市镇。总面积19.08平方公里，总人口453人，其中男性242人，女性211人（2011年12月31日），人口密度24人/平方公里。